# Chiesa di San Nicolò (Eupen)
La chiesa di San Nicolò è il principale edificio religioso della città di Eupen, importante centro della Comunità germanofona del Belgio, edificato nel XVIII secolo dove prima sorgeva una chiesa gotica quattrocentesca.

## Storia
Un documento datato 1213 menziona una cappella dedicata a San Nicola di Bari a Eupen, che tra il XIV e il XV secolo fu sostituita da una chiesa in stile gotico. I ricchi mercanti di stoffe di Eupen consideravano però questa chiesa inadeguata al loro florido status socioeconomico: tra il 1720 e il 1726 fu dunque realizzata una nuova chiesa, in sostituzione della precedente, progettata dall'architetto Laurent Mefferdatis. Questa nuova chiesa fu consacrata nel 1729.
Verso la fine del XIX secolo si decise di dare alla facciata un aspetto più monumentale, affidando i lavori a Lambert von Fisenne, che eseguì i lavori tra il 1897 e il 1898. La torre campanaria della vecchia chiesa, trasformata e innalzata, divenne la torre destra della nuova facciata e ne fu realizzata una identica sul lato opposto. Tra le due torri rimase il portale del 1724, sopra il quale furono poste le statue di tre santi: San Nicola, San Lamberto e un terzo santo. 

## Architettura
La chiesa è a navata unica, senza transetto né deambulatorio. Le pietre utilizzate per le murature sono in gran parte provenienti dall'antica chiesa. Le finestre, alte e con arco a sesto ribassato, sono incorniciate con pietre bianche. I soffitti sono decorati con stucchi, le colonne delle campate sono cilindriche e l'insieme è in stile barocco.